# El Julan

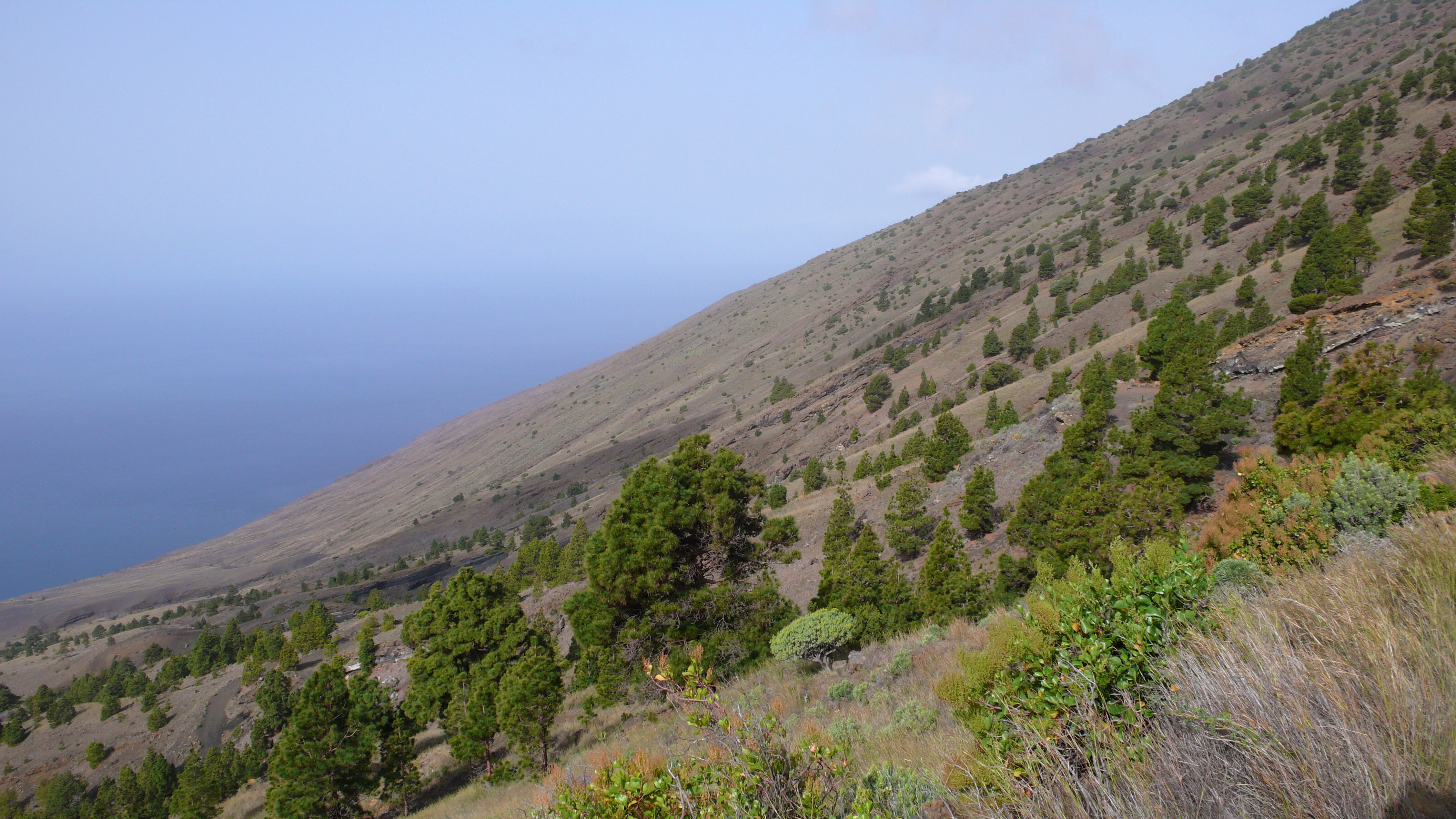
Laderas de El Julan.

El Julan (frecuentemente mal escrito como El Julán) es una ladera en el municipio de El Pinar en la vertiente meridional de la isla de El Hierro, Canarias, España, Constituye una rampa de fuerte pendiente que desde la crestería del Valle de El Golfo desciende hasta el mar; esta ladera está profusamente incidida por una red de barranqueras dispuestas radialmente a la línea de cumbres. Es un espacio  situado en la vertiente meridional de la isla, en el que no existen núcleos de población.

## Etimología
Julan es un vocablo guanche que hace referencia a Ferula linkii, especie vegetal endémica de la isla, ya extinta, que se prodigaba en la zona.

## Origen
En el extremo oriental, una aglomeración de aparatos volcánicos, dispuestos a modo de enjambre, forma las alineaciones montañosas del Pinar, y se extiende en la directriz N-S, desde el escarpe de El Golfo y de Las Playas hasta La Restinga. Este vértice registra la mayor concentración de vulcanismo subhistórico herreño, que ha engendrado una orografía escasamente accidentada, con una morfología definida por la sucesión de conos volcánicos y amplias superficies ocupadas por las lavas de Los Lajiales.

## Historia
Ha sido un lugar de hábitat más o menos permanente de los pastores que conducían sus rebaños a pastar a los terrenos comunales. Tales prácticas no se limitan a la etapa histórica, ya que los hallazgos arqueológicos informan sobre su utilización, por parte de los primitivos herreños, con los mismos fines.

### Zona arqueológica de El Julan
Los bimbaches realizaron numerosos petroglifos, en diversos puntos de la isla y aún no han podido ser descifrados, pero los ubicados en El Julan son, sin duda, los más extensos.
La zona arqueológica de El Julan, corresponde a un asentamiento bimbache único de sus características hallado hasta hoy en Canarias, por todo ello ha sido propuesta por el Gobierno de Canarias para ser Patrimonio de la Humanidad por la UNESCO. Tras el descubrimiento de este conjunto arqueológico, se creó un Centro de Interpretación del Arte Rupestre para la difusión del patrimonio arqueológico de la zona, donde el visitante se transporta en el tiempo entre los yacimientos que establecieron los orígenes de la cultura de este pueblo.
Muy cerca de El Julan se puede contemplar los restos del antiguo lugar de reunión denominado Tagoror. Se han descubierto también enterramientos en cuevas, hallándose cadáveres momificados y ofrendas tales como utensilios domésticos, herramientas primitivas y recipientes con varios alimentos.
La pista tiene unos 16 km. (ida/vuelta). En una hora y media / dos horas se divisará el Tagoror que es el punto de referencia como comienzo de la visita arqueológica. A la derecha del emplazamiento se divisará una empinada ladera volcánica sobre la que posan los grabados bimbaches y de camino hacia los mismos se podrá contemplar un conchero, muestra fósil de la importancia de uno de los componentes de la dieta de los primeros habitantes de El Hierro.

### Tras la conquista
El Julan, una vez conquistada la isla, pasa a ser dehesa de señorío y el último Conde de La Gomera, la cede a los pastores, quienes detentan su administración hasta finales del siglo XIX. A partir de ese momento es en que empiezan a privatizarse grandes superficies, de forma, que en la actualidad, los terrenos comunales se circunscriben al extremo más occidental y agreste de la isla: La Dehesa.

## Medio natural
Las manifestaciones más puras del pinar original se ubican en este sector; su límite superior coincide con las cotas más bajas afectadas por el desbordamiento del mar de nubes que produce un tránsito gradual hacia la formación fayal-brezal.